# Feketemintás gesztcincér
A feketemintás gesztcincér (Leiopus punctulatus) a cincérfélék családjába tartozó, Európában honos, nyárfákon élő bogárfaj. 

## Megjelenése
A feketemintás gesztcincér testhossza 6-8 mm. Az előtor első és hátsó pereme kb. egyforma hosszú, oldalvonalai domborúak, oldalaiból a középvonalnál egy-egy tüske áll ki; szárnyfedőinek oldalvonalai kb. a kétharmadukig párhuzamosak. Alapszíne fekete, csápjai és lábai is feketék. Felülete a sűrű sötét szőrök miatt fénytelen fekete, szárnyfedői közepén és végén széles világosszürke szalag húzódik, a világos alapban kis, fekete foltokkal. Csápízei a tövükön fehéren gyűrűzöttek. 

## Elterjedése és életmódja
Európa középső és északi részén honos, Franciaországtól Nyugat-Oroszországig. A Brit-szigetekről hiányzik. Magyarországon ritka, a Bakonyban (Hajmáskér mellett), illetve Szeremle környékén ismertek állományai; a közelben főleg az Északi-Kárpátokban fordul elő. 
Lárvája elsősorban fehér nyár (ritkábban rezgő nyár, esetleg fekete nyár is) elhalt vékonyabb ágaiban él; itt a napossal szemben az árnyékos, nyirkos oldalt részesíti előnyben. Jellemzően a kéreg alatt rág, ahol a szijács gombafertőzés (Encoelia fascicularis) következtében feketésen elszíneződik. Fejlődése egy-két évig tart, majd közvetlenül a kéreg alatt fehér törmelékkel tele bábkamrát készít. Az imágó május-júliusban rajzik. 
Magyarországon védett, természetvédelmi értéke 10 000 Ft.

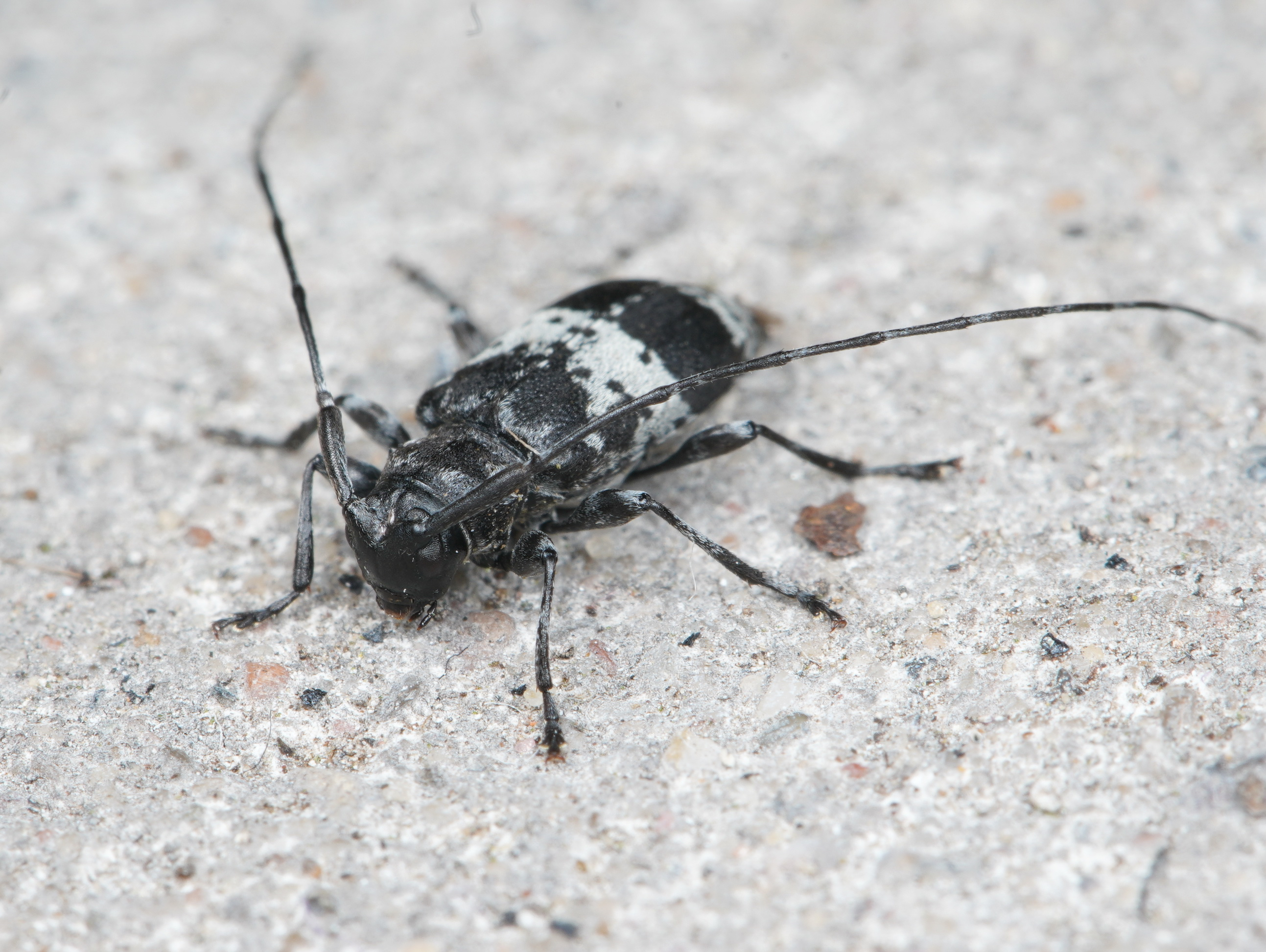
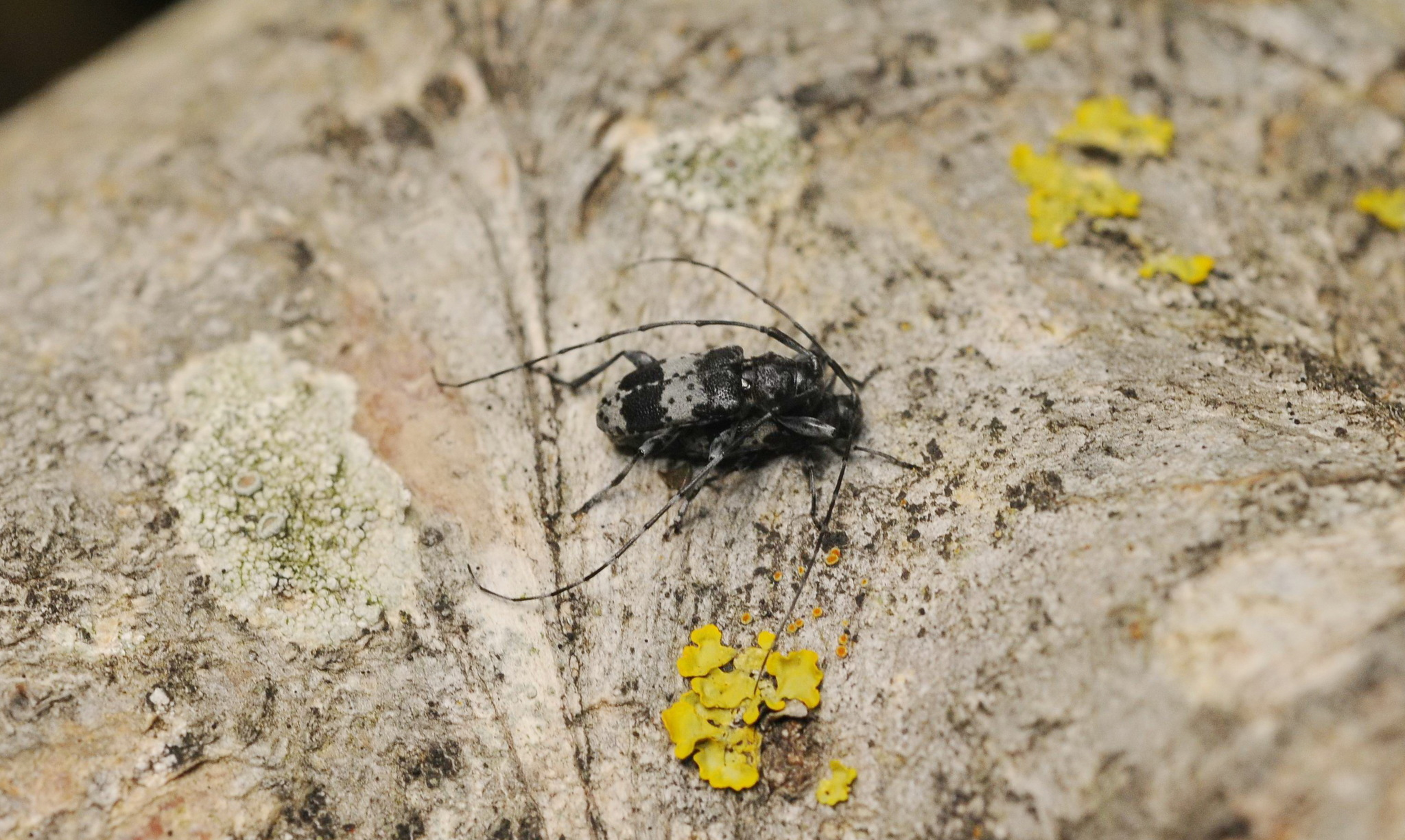
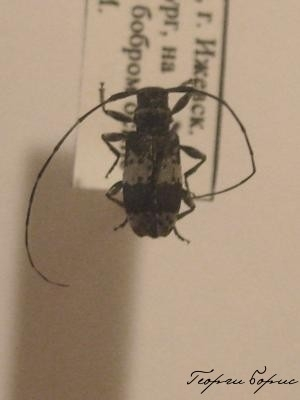